# Kričke (Drniš)
Kričke su naselje u sastavu Grada Drniša, u Šibensko-kninskoj županiji. 
Naselje se nalazi oko 3 km jugoistočno od Drniša, na državnoj cesti D56, koja spaja Drniš s Mućem.
Pružaju se u pravcu SZ-JI, duž južnog ruba Petrovog polja, u podnožju planine Moseć, pored rijeke Čikole. Nalaze se na 290 m nadmorske visine. Selo je uglavnom raspoređeno uz cestu, u dužini od 5 km.
U prošlosti su sve kuće bile poređane u jednom nizu, na kontaktu polja i planine, a u novije vrijeme se širi prema polju i cesti. Selo je podijeljeno na Gornje Kričke, Srednje Kričke i Donje Kričke (najbliže Drnišu), a granicu između njih predstavlja prekinut niz kuća tj. nenaseljen prostor. Kričke su prvo selo na cesti Drniš – Split, koju presjeca željeznička pruga prema Splitu i Šibeniku, na njegovom početku.
U Petrovom polju (krško polje), na kraju sela tj. Gornjih Kričaka, nalazi se brdo Midenjak (345 m n.v.). Ispod Donjih Kričaka se nalazi uzvišenje Đurđeva glavica (287 m n.v.), s Martića glavicom zapadno i Jerkovića glavicom istočno od nje. Ravni dijelovi polja su: Gaj u podnožju Midenjaka, Begluci uz rijeku Čikolu, Brižine ispod Srednjih Kričaka, Rabote i Jasenje ispod Donjih Kričaka. Iznad sela, na planini Moseć se izdižu vrhovi Umci (618 m n.v.) i Crni vrh (702 m n.v.). Moseć je izgrađen od vapnenačkih stijena.
Pored sela protiče Čikola, od istoka prema zapadu. Zimi je bogata vodom, dok ljeti često presušuje i voda ostaje samo u virovima. U selu se nalaze izvori pretvoreni u bunare, kao što je Ozren u podnožju Đurđeve glavice i Smrden u Gornjim Kričkama. Od Smrdena potok teče prema Perišića ponoru i gubi se u njemu. 
Polje je pretvoreno u obradive površine, dok se šumarci nalaze samo na glavicama (uzvišenjima). Moseć je obrastao niskom vegetacijom, izuzev pojedinih područja sa šumom ili je u goletima.
U naselju se nalaze rimokatolička crkva Kraljice Mira, grkokatolička crkva Pokrova Presvete Bogorodice i pravoslavna crkva sv. Jurja.

## Povijest
Kričke su se od 1991. do 1995. godine nalazile pod srpskom okupacijom.

## Stanovništvo
| Nacionalnost[1]    | 2001.        | 1991.        | 1981.        | 1971.        | 1961.        |
| Srbi               | 83 (25,38%)  | 445 (62,06%) | 469 (57,05%) | 616 (65,18%) | 710 (64,84%) |
| Hrvati             | 234 (71,55%) | 261 (36,40%) | 306 (37,22%) | 322 (34,07%) | 379 (34,61%) |
| Jugoslaveni        |              | 7 (0,97%)    | 42 (5,10%)   | 4 (0,42%)    |              |
| ostali i nepoznato | 10 (3,05%)   | 4 (0,55%)    | 5 (0,60%)    | 3 (0,31%)    | 6 (0,54%)    |
| Ukupno             | 327          | 717          | 822          | 945          | 1.095        |

U Gornjim i Donjim Kričkama, velika većina stanovništva su Srbi, a u Srednjim Kričkama Hrvati.
| broj stanovnika | 579   | 676   | 698   | 699   | 722   | 772   | 837   | 905   | 1258  | 1183  | 1095  | 945   | 822   | 717   | 327   | 235   | 185   |
|                 | 1857. | 1869. | 1880. | 1890. | 1900. | 1910. | 1921. | 1931. | 1948. | 1953. | 1961. | 1971. | 1981. | 1991. | 2001. | 2011. | 2021. |

## Šport
- NK Čikola Kričke

## Unutarnje poveznice
- Drniš
- Grkokatolička crkva u Hrvatskoj